# Fredric Magnus von Numers
Fredric Magnus von Numers, född 8 april 1726 i Hälsingland, död 1 januari 1796 i Vasa, var en svensk militär.
Fredric Magnus von Numers var son till överste Lorentz von Numers och Charlotta Dorotea Bruncrona. Han blev volontär vid Livgardet 1739, rustmästare där samma år, furir 1740, sergeant samma år och adjutant vid Hamiltonska regementet 1742. Numers deltog som frivillig vid preussiska armén under fälttåget i Böhmen 1745. Han blev löjtnant 1746, kapten vid Posses regemente 1749, sekundmajor vid Cronhielms regemente 1757, premiärmajor vid Cronhielms regemente 1760, transporterades till Sprengtportska regementet 1766 och till Blixenska regementet 1767. von Numers blev överste i armén 1772 och var 1773–1781 chef för Österbottens regemente. Han var 1774 vice landshövding i Vasa. von Numers blev 1761 riddare av Svärdsorden.